# Sara Bonifacio
Sara Bonifacio (ur. 3 lipca 1996 w Albie) – włoska siatkarka pochodzenia nigeryjskiego, reprezentantka kraju, grająca na pozycji środkowej.

## Sukcesy klubowe
Puchar Włoch:
- 2015[2], 2018

Mistrzostwo Włoch:
- 2017[3]
- 2015, 2018, 2021

Superpuchar Włoch:
- 2017

Puchar CEV:
- 2019, 2025[4]

Puchar Challenge:
- 2024[5]

## Sukcesy reprezentacyjne
Mistrzostwa Europy Juniorek:
- 2012

Mistrzostwa Europy Kadetek:
- 2013

Mistrzostwa Świata Juniorek:
- 2015

Grand Prix:
- 2017

Mistrzostwa Europy:
- 2021

Liga Narodów:
- 2022[6], 2024[7]

Mistrzostwa Świata:
- 2022[8]

## Nagrody indywidualne
- 2015: Najlepsza blokująca Mistrzostw Świata U-23